# Der Hahnprinz
Der Hahnprinz ist eine jüdische Parabel (Maschal) von Rabbi Nachman (1772–1810), Gründer der Breslover Bewegung im chassidischen Judentum.  Diese Parabel wurde zuerst mündlich weitergegeben und später von Nathan Breslover in Sippurei Ma'asiot veröffentlicht. Seitdem taucht die Geschichte in vielen Anthologien auf, beispielsweise in Martin Bubers Geschichten des Rabbi Nachman (dort mit dem Titel Vom Truthahn). Die Geschichte findet sich vor Rabbi Nachman schon bei dem Rabbiner, Sabbatianer und vermeintlichen Messias Jakob Frank (1726–1791).

## Inhalt
Ein Prinz verfällt in Wahnsinn und behauptet, er sei ein Hahn (bzw. Truthahn). Als Hahn hatte er den Drang, nackt unter dem Tisch zu sitzen und Krümel und Knochen aufzulesen. Kein Arzt konnte ihn heilen.
Es begab sich aber eines Tages, dass ein Weiser kam, und ankündigte, er würde den Prinzen heilen. Der Weise ahmte den Prinzen nach und spielte ebenfalls Hahn (in Jakob Franks Fassung einen Ältesten der wilden Hähne). Der Weise sagt dem Hahnprinzen, dass er doch ein Hemd tragen, und immer noch ein Hahn sein könnte. Ebenso könnte er vom Tisch essen usw. Der Hahnprinz stimmt zu, und, Schritt für Schritt, wird er geheilt. In Jakob Franks Fassung spricht der Prinz sogar klar aus: Ich mag kein Hahn mehr sein.

## Bedeutung
Die gängige Deutung dieser Geschichte ist, dass der Prinz einen simplen Juden darstellt, der sein wahres Selbst vergessen hat, d. h. vom Glauben abgefallen ist, der Weise aber einen chassidischen Rebben darstellt, der das Heilmittel für seine Seele hat. Anstatt den simplen Juden wegen seines Mangels an Frömmigkeit zu verurteilen, »steigt« der Rebbe auf seine Ebene herab, um ihn dort zu treffen, wo er ist (ein Merkmal chassidischer Pädagogik), und zeigt ihm dann, wie er Schritt für Schritt und auf eine Weise, die er akzeptieren kann, zu Gott zurückkehren mag.